# جواو رودريغيز
جواو رودريغيز (بالإسبانية: Joao Rodríguez) هو لاعب كرة قدم كولومبي في مركز نصف الجناح، ولد في 19 مايو 1996 في كوكوتا في كولومبيا. شارك مع منتخب كولومبيا تحت 17 سنة لكرة القدم ومنتخب كولومبيا تحت 20 سنة لكرة القدم. أما مع النوادي، فقد لعب مع تشيلسي وديبورتيس كوينديو ونادي باستيا ونادي سينت ترويدن ونادي فيتوريا سيتوبال.

## وصلات خارجية
- جواو رودريغيز على موقع قاعدة بيانات كرة القدم.إي يو (الإنجليزية)
- جواو رودريغيز على موقع Soccerbase.com (لاعب) (الإنجليزية)
- جواو رودريغيز على موقع Soccerway.com (الإنجليزية)
- جواو رودريغيز على موقع عالم كرة القدم.نت (الإنجليزية)
- جواو رودريغيز على موقع AS.com (الإسبانية)